# Flashes de magnesio

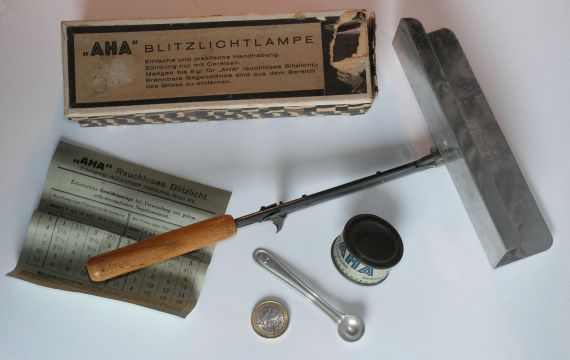
Antiguo modelo soporte de magnesio

La lámpara de destello eléctrica utiliza corriente eléctrica para iniciar la quema de polvo de destello, para proporcionar un breve estallido repentino de luz brillante. Se utilizó principalmente para fotografía con flash a principios del siglo XX, pero también tuvo otros usos. Anteriormente, la pólvora para flash de los fotógrafos, introducida en 1887 por Adolf Miethe y Johannes Gaedicke, tenía que encenderse manualmente, exponiendo al usuario a un mayor riesgo.

### Historia
Desde el siglo XVIII, se sabe que el magnesio emite, bajo el efecto de la combustión, una luz a la vez viva y blanca. A mediados del siglo XIX, la duración de la exposición fotográfica era de unos 30 segundos. Los sujetos generalmente estaban sentados contra fondos lisos e iluminados con la luz suave de una ventana superior y cualquier otra cosa que pudiera reflejarse con espejos. 
Aunque el desarrollo de la iluminación artificial fue un gran paso adelante, los primeros productos químicos no pudieron producir un resultado satisfactorio para las fotos. El objetivo era producir un destello más corto y, por lo tanto, más predecible. Entonces, se hizo un descubrimiento importante, la quema del polvo de magnesio producía una luz muy brillante.

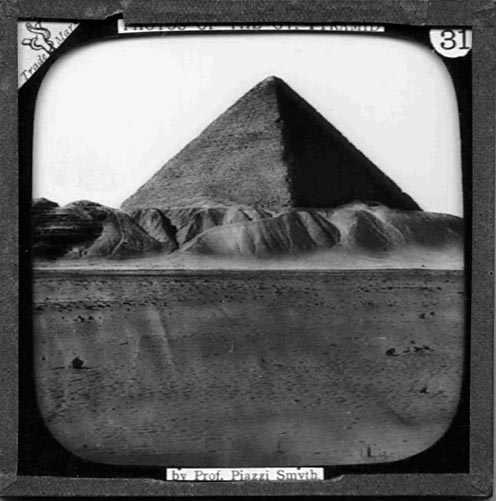
Charles Piazzi Smyth en la Gran Pirámide (Giza), 1865

En 1862, Edward Sonstadt inició intentos comerciales para fabricar el metal y, en 1864, finalmente se puso a la venta el alambre de magnesio. El cable era extremadamente caro, pero después de una demostración de gran éxito en febrero de ese año, en la que se produjo una foto en solo 50 segundos en una habitación oscura, la luz altamente vívida resultó ideal para la fotografía y se hizo increíblemente popular. 
El fogonazo lumínico fue a menudo incompleto e impredecible. Las exposiciones variaron considerablemente y el aire permaneció cargado de vapores grises e impermeables, lo que hizo que el método no fuera adecuado para su uso en estudios fotográficos. Además, la técnica no estaba exenta de peligros evidentes y también había mucho humo, olor y una caída de ceniza blanca.
Aun así, a pesar del costo y el peligro, los flashes de magnesio se hicieron cada vez más populares en las décadas de 1870 y 1880. 
Charles Piazzi Smyth, tratando de resolver la imprevisibilidad de la popular técnica del magnesio, había experimentado en las pirámides de Giza (Egipto) en 1865 e intentó detonar magnesio mezclado con pólvora. El resultado fue bastante malo, pero se desarrolló el principio de combinar magnesio con un compuesto rico en oxígeno que causaba la combustión, el clorato de potasio.

En 1887, dos químicos alemanes Adolf Mietke y Johannes Gaedicke (autor del libro Der Gummidruck (La Impresión de Goma) en el año 1898)  inventan lo que denominaron  “Flash Light Powder” (Polvo de Luz de Destello). 

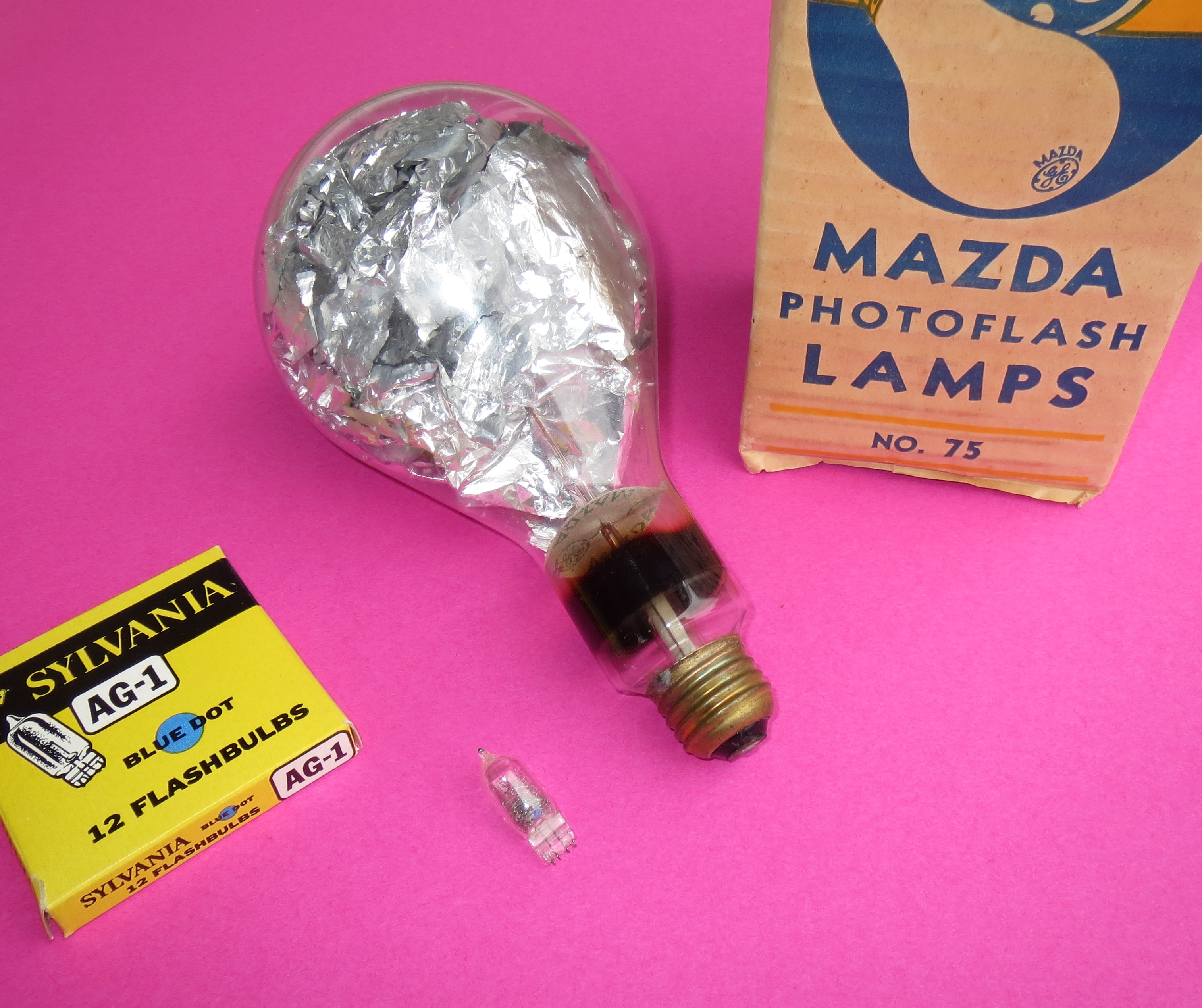
Los flashes han variado en tamaño desde el diminuto AG-1 hasta el enorme No. 75

Logran crear una formula relativamente estable de polvo para flash fotográfico que permite controlar la combustión en cortos lapsos (1/30s aprox.).  Es una mezcla explosiva compuesta de magnesio, clorato de potasio y sulfuro de antimonio.
Algunos fotógrafos empezaron a utilizar este polvo para ayudar a acortar el tiempo de exposición. 

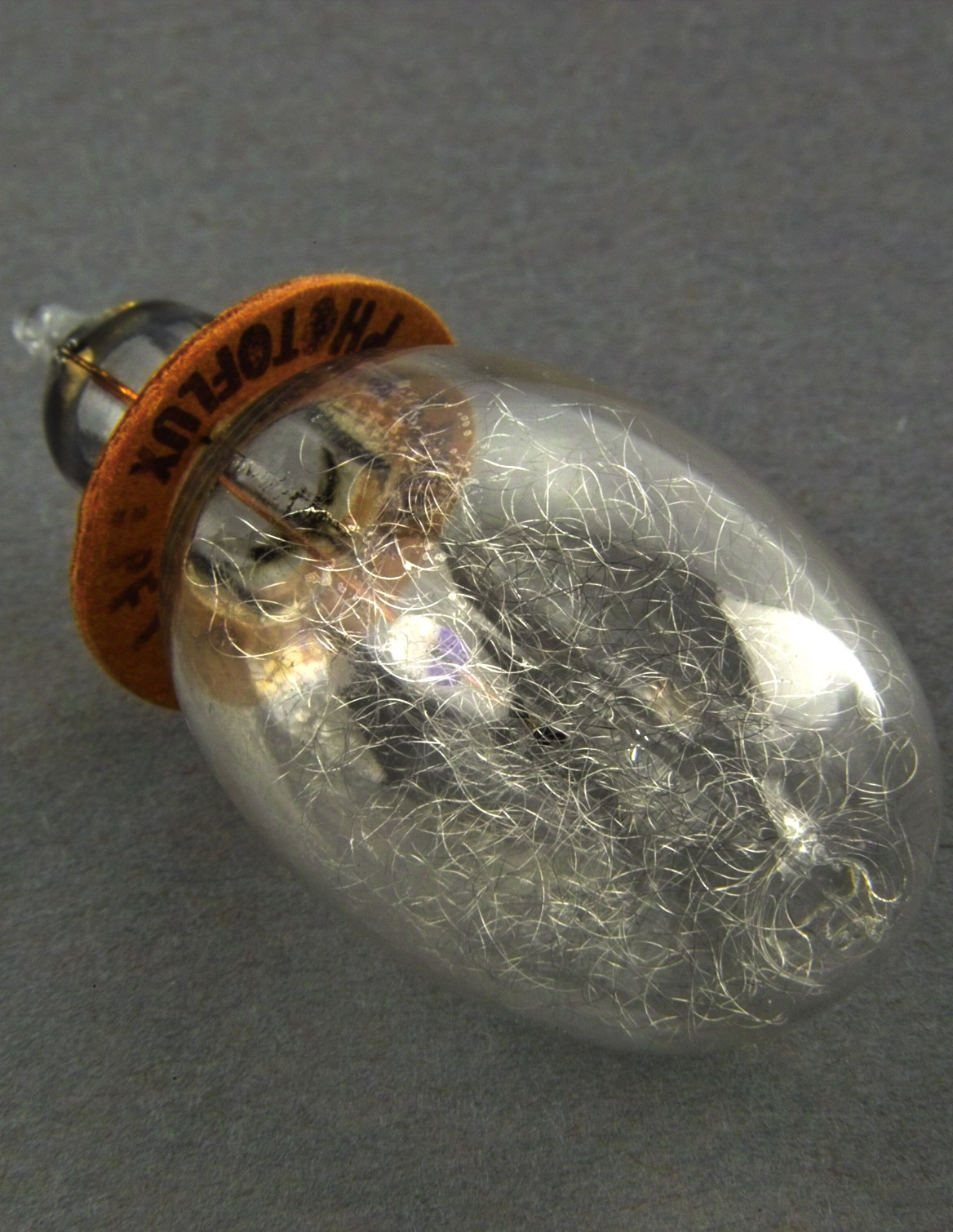
Bombilla flash "Photoflux" de Philips con roscas de magnesio

En los años 1890, el biólogo y fotógrafo francés Louis Marie-Auguste Boutan (pionero de la fotografía submarina) es el primero en encerrar herméticamente el polvo de magnesio en un recipiente de vidrio. Para sus fotografías submarinas, Boutan fijaba su mecanismo, encendido gracias a una lámpara de alcohol, a un barril rodeado de plomo que suministraba el oxígeno durante la combustión.
Se propusieron diferentes equipos de iluminación que utilizan “Flash Light Powder”. Empresas como Kodak vendían lámparas de destello encendidas con una llama de gas. Agfa ofreció una combinación de una bandeja para la pólvora con una pistola de gas más ligera.

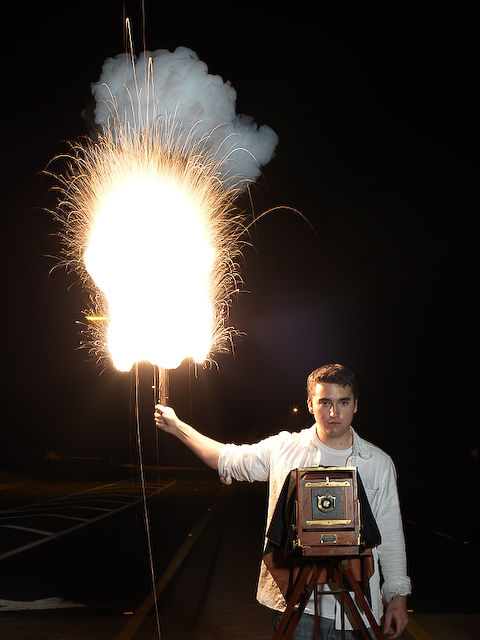
Explosión en flash de magnesio

La manipulación de la pólvora flash fue peligrosa.

### Evolución
En 1925, el científico alemán Paul Vierkötter inventó la primera lámpara eléctrica de flash. Su invento fue mejorado y patentado por otro científico alemán Johannes Ostermeyer.

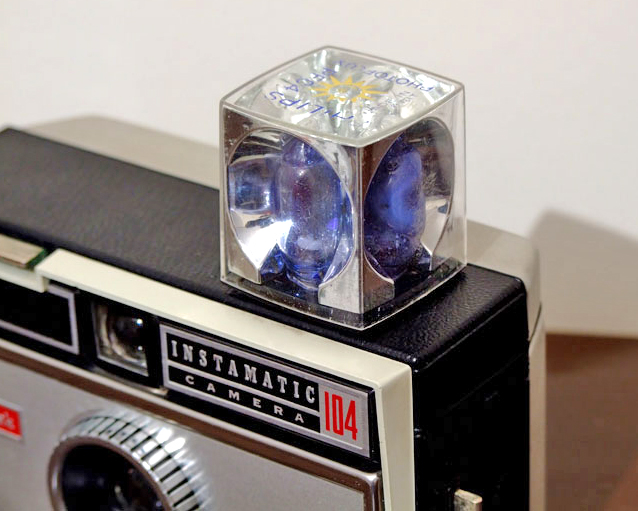
Cuboflash, sobre una cámara Kodak Instamatic de finales de los años 1960. Permitía sólo 4 usos, rotando 90 grados de forma automática tras cada exposición.

La primera empresa en producir bombillas de flash ( bombillas "Sashalite" ) fue General Electric UK en 1927. Las bombillas iluminaban quemando una malla de alambres y láminas de aluminio arrugadas más delgadas encendidas por la energía de una simple batería.
Las bombillas solo se pueden usar una vez. Inmediatamente, reemplazaron los primeros equipos ligeros de magnesio, difíciles de manejar y peligrosos.
Este proceso evolucionó durante la Segunda Guerra Mundial con la invención de los flashes electrónicos que dan luz a los tubos electrónicos de descarga de gas. Se hizo común en los flashes electrónicos de fotografía amateur solo en la década de 1960, cuando se inventaron pequeños transistores de luz.
Sin embargo, los flashes electrónicos no reemplazaron inmediatamente a las bombillas. Todas las cámaras populares producidas desde 1960 hasta mediados de la década de 1970 todavía usaban sistemas de flash de múltiples bombillas, cubos de plástico desechables con cuatro bombillas (Magicubes o Cubo flash) o flashes desechables con más bombillas en una sola pieza.
Hoy en día, las cámaras modernas tienen unidades de flash incorporadas.